# Casa de Liechtenstein

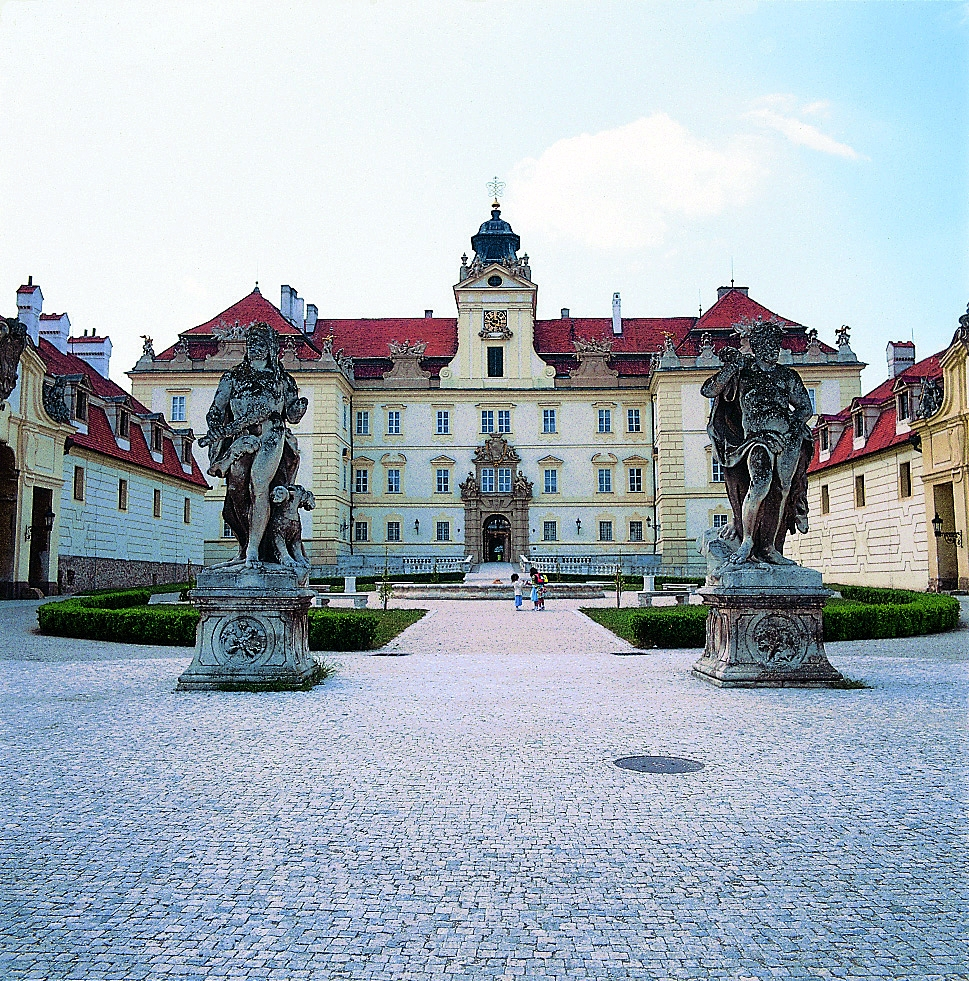
Castelo de Valtice costumava ser a principal residência da família até a Segunda Guerra Mundial (1939-1945).

A casa de Liechtenstein (em alemão: Haus von Liechtenstein), é uma família nobre europeia de origem austríaca, e casa principesca soberana de Liechtenstein.
É uma das famílias nobres mais antigas da Europa, sendo soberana desde 1140 da área do principado, tendo sido, também, de outros territórios ao redor. Em 23 de janeiro de 1719, Carlos VI do Sacro Império Romano-Germânico, decretou a unificação de Schellenberg e Vaduz e elevou toda a área à dignidade de principado (Fürstentum, em alemão), com o nome de "Liechtenstein", em honra do nome da família soberana, na pessoa de Anton Florian de Liechtenstein (1656-1721). Com a dissolução do Sacro Império Romano-Germânico em 1806, o principado de Liechtenstein, em 12 de julho do mesmo ano, tornou-se independente, após o tratado de Pressburg, assinado pelo príncipe João I José.
A família, para além de soberana do principado, é dona do Liechtenstein Global Trust (LGT), um grupo bancário bilionário. O atual soberano da casa de Liechtenstein é Hans-Adam II.

## História
A família vem do Castelo de Liechtenstein, na Baixa Áustria, que ela possuiu de 1140 até o século XIII e, novamente, de 1807 em diante. Ao longo do tempo, eles adquiriram várias terras, predominantemente na Morávia, na Baixa Áustria, na Silésia e na Estíria. Contudo, muitos desses territórios estavam contidos em feudos de outros senhores feudais, particularmente de várias linhagens da casa de Habsburgo, à qual muitos príncipes da casa de Liechtenstein serviram como conselheiros. Consequentemente, não faziam parte do Reichstag (parlamento).
Os Liechtenstein aspiraram bastante aos poderes que uma posição no governo imperial traria e, como resultado, buscaram somente propriedades com o Imperador Romano-Germânico como autoridade direta, sem suseranos intermediários. Em 1699, a família pôde adquirir o senhorio (em alemão: Herrschaft) de Schellenberg e, em 1712, o condado de Vaduz. As possessões foram compradas da família Hohenems e tinham exatamente o status político requerido pelos Liechtesntein.
No dia 23 de janeiro de 1719, Carlos VI, Sacro Imperador Romano-Germânico, decretou a unificação de Schellenberg e Vaduz e elevou toda a área à dignidade de principado (em alemão: Fürstentum), com o nome de "Liechtenstein", em honra da família soberana, na pessoa de Anton Florian de Liechtenstein (1656-1721). Com a dissolução do Sacro Império Romano Germânico em 1806, o principado de Liechtenstein, em 12 de julho do mesmo ano, tornou-se independente, após o tratado de Pressburg, assinado pelo príncipe Johann I Josef.

## Títulos
De acordo com a constituição do Principado de Liechtenstein, de 26 de outubro de 1993, diz que todos os membros da casa são príncipes ou princesas de Liechtenstein e condes ou condessas de Rietberg. O príncipe soberano, por sua vez, detém este último e os títulos de duque de Troppau e Jägerndorf.
O tratamento dado aos membros é o de Sua Alteza Sereníssima (SAS).

## Linha de sucessão ao trono
A legislação de Liechtenstein sobre a linha de sucessão, que foi regulada em 1606, só permite homens na linha de sucessão, excluindo totalmente as mulheres. Tais regras remontam, portanto, a antes da independência do principado do Sacro Império Romano-Germânico, em 1806.